# Only the Ruthless Remain
Only the Ruthless Remain är det amerikanska death metal-bandet Skinless femte studioalbum. Albumet släpptes 2 juni 2015 genom skivbolaget Relapse Records.

## Låtförteckning
1. "Serpenticide" – 4:39
2. "Only the Ruthless Remain" – 6:23
3. "Skinless" – 4:42
4. "Flamethrower" – 4:18
5. "The Beast Smells Blood" – 5:04
6. "Funeral Curse" – 6:10
7. "Barbaric Proclivity" – 4:19

Text: Sherwood Webber (spår 1–7), Noah Carpenter (spår 4, 5)
Musik: Noah Carpenter/Sherwood Webber/Dave Matthews/Bob Beaulac (spår 1–7)

## Medverkande
Musiker (Skinless-medlemmar)
- Noah Carpenter − gitarr
- Sherwood Webber − sång
- Joe Keyser − basgitarr
- Bob Beaulac − trummor
- Dave Matthews – gitarr

Bidragande musiker
- T – sång (spår 4)
- Antti Boman – sång (spår5)

Produktion
- Tom Case – ljudtekniker, ljudmix
- Dave Otero – ljudtekniker
- Brad Boatright – mastering
- Jacob Speis – omslagsdesign
- Ken Sarafin – omslagskonst
- Shaun McMahon – foto